# Çeşme

Çeşme (în greacă Κρήνη) este un oraș din Turcia. 
Çeşme este situat la ca. 100 km vest de Izmir. Orașul este reședința districtului Çeşme ce ocupă suprafața de 257 km² și avea în 2008, 31.968 loc. Orașul la recensământul din 2008 avea 20.247 loc.
Localitatea a intrat în istorie prin bătălia navală de la Çeşme din iulie 1770, unde flota otomană a fost distrusă de flota rusă, în urma Războiului Ruso-Turc.